# XIIe gouvernement de la République (Espagne)
Seconde République espagnole
Lerroux V Chapaprieta I
Le XIIe gouvernement de la République est le gouvernement de la République espagnole en fonction le 6 mai 1935 au 25 septembre 1935.

## Composition
| Portefeuille                                         | Titulaires | Titulaires                   | Parti |
| ---------------------------------------------------- | ---------- | ---------------------------- | ----- |
| Président du Conseil                                 |            | Alejandro Lerroux            | PRR   |
| Ministre d'État                                      |            | Juan José Rocha García       | PRR   |
| Ministre de la Justice                               |            | Cándido Casanueva            | CEDA  |
| Ministre de la Guerre                                |            | José Gil-Robles              | CEDA  |
| Ministre de la Marine                                |            | Antonio Royo Villanova (es)  | PAE   |
| Ministre de l'Économie et des Finances               |            | Joaquín Chapaprieta          | sans  |
| Ministre du Gouvernement                             |            | Manuel Portela Valladares    | sans  |
| Ministre de l'Instruction publique et des Beaux-arts |            | Joaquín Dualde               | PRLD  |
| Ministre des Travaux publics                         |            | Manuel Marraco Ramón (es)    | PRR   |
| Ministre du Travail et de la Santé                   |            | Federico Salmón (es)         | CEDA  |
| Ministre de l'Agriculture                            |            | Nicasio Velayos Velayos (es) | PAE   |
| Ministre de l'Industrie et du Commerce               |            | Rafael Aizpún (es)           | CEDA  |
| Ministre des Communications                          |            | Luis Lucia Lucia             | CEDA  |